# Charles McGinnis
Charles McGinnis, född 4 oktober 1906 i Kansas City i Missouri, död 29 april 1995 i Peoria i Arizona, var en amerikansk friidrottare.
McGinnis blev olympisk bronsmedaljör i stavhopp vid sommarspelen 1928 i Amsterdam.